# Бублейник Людмила Василівна
Бублейник Людмила Василівна (нар. 24 червня 1934, Алчевськ — 9 травня 2013) — доктор філологічних наук, професор, завідувач кафедри іноземної філології та перекладу Волинського інституту економіки та менеджменту (м. Луцьк), відмінник народної освіти Узбекистану, заслужений професор Волинського державного університету імені Лесі Українки, член Національної спілки краєзнавців України.

## З біографії
Народилася м. Алчевську Ворошиловградської (тепер Луганської) області в сім'ї вчителів — Бублейника Василя Яковича і Тарасової Ольги Олександрівни.
Після закінчення з відзнакою в 1958 р. Дніпропетровського державного університету працювала вчителькою в середній школі № 5 м. Горлівки Донецької області. З 1962 р. — викладачем Орловського державного педагогічного інституту (м. Орел, Росія), де одночасно навчалася в заочній аспірантурі.
З 1968 р. працювала в Луцькому державному педагогічному інституті імені Лесі Українки, згодом реорганізованому у Волинський державний, а потім — у національний університет. У цьому ж році захистила кандидатську дисертацію зі спеціальності «російська мова» в Інституті мовознавства АН УРСР ім. О. О. Потебні (м. Київ), отримавши науковий ступінь кандидата філологічних наук. Докторську дисертацію захистила 1998 р. зі спеціальностей «українська мова», «російська мова» в Київському національному університеті імені Тараса Шевченка.
У 2001 р. отримала атестат професора. У педінституті (згодом університеті) в м. Луцьку протягом тривалого часу завідувала кафедрою, яка поступово проходила через різні форми реорганізації, — кафедрою російської мови, слов'янських мов, слов'янської філології, російської філології.
З 2006 р. працювала у Волинському інституті економіки та менеджменту, де з 2008 р. завідувала кафедрою теорії та практики перекладу, з 2011 — кафедрою іноземної філології та перекладу.
Була членом Ученої ради Інституту педагогічних технологій (м. Луцьк), затвердженої АПН України. Голова — проф. А. С. Нісімчук
До самого кінця свого життя була членом спеціалізованої раді К 32.051.02 у Східноєвропейському національному університеті ім. Лесі Українки (м. Луцьк) із захисту кандидатських дисертацій зі спеціальності «українська мова». Голова — проф. Г. Л. Аркушин.

## Нагороди
Має державні та відомчі нагороди: значок «Відмінник народної освіти УзРСР» (Міністерство освіти Узбецької РСР, 16.05.1969 р., 32-0465678), значок «Заслужений професор ВДУ ім. Лесі Українки» (2005 р.), медаль «Ветеран праці» (протокол від 19.01.1988 р.), Почесну грамоту МОН України (наказ № 87080 від 15.09.2005 р.). Неодноразово в різні роки нагороджувалася грамотами Волинської обласної ради, Волинської ОДА, Управління освіти і науки Волинської ОДА, Почесними грамотами Луцького державного педагогічного інституту ім. Лесі Українки, Волинського державного університету ім. Лесі Українки.
Має Грамоту Волинської ОДА, Управління освіти за активну участь та зайняте призове місце в ІІІ обласній виставці «Творчі сходинки педагогів Волині» (1998 р.), Диплом лауреата обласного конкурсу «Найкраща книга року» 1999—2000 р. за участь у колективній монографії «Роде наш красний», ІІІ том (2000 р.), Подяки Луцького міського голови, Міжнародного благодійного фонду «Україна 3000», Президії Асоціації навчальних закладів України приватної форми власності.
Одержала подяки Запорізького та Черкаського національного університетів за активну участь у роботі Міжнародних конференцій (2007, 2009 рр.).

## Науковий доробок
Сфера наукових інтересів — лексикологія та стилістика української, білоруської, російської мов, художнє мовлення, перекладознавство, контрастивна лексикологія, проблеми двомовності, лінгводидактика, лінгвокультурологія.
Має понад 270 опублікованих праць, серед них монографії «Проблемы контрастивной лексикологии: украинский и русский языки» (Луцьк, 1996), «Поэтическое слово Иосифа Бродского» (Львів, 2006), «Світ слова української поезії» (Луцьк, 2011), монографія «Художественный мир Б. Пастернака» (2013), (співавтор Л. К. Оляндер), перебуває в друці.
Л. В. Бублейник — автор навчальних посібників з грифом МОН України «Типологічні співвідношення в лексиці російської та української мов» (Київ, 1996), «Особливості художнього мовлення» (Луцьк, 2000), «Проблематика художнього перекладу: семантико-стилістичні аспекти» (Луцьк, 2009), «Слово в українській поезії» (Луцьк, 2012).
Є одним з авторів-упорядників двох томів із 3-томної колективної монографії «Роде наш красний…» Волинь у долях краян та людських документах (Луцьк, 1996—1999).